# نورمن دادگین
نورمن دادگین (انگلیسی: Norman Dodgin; ۱ نوامبر ۱۹۲۱ – ۰ اوت ۲۰۰۰) بازیکن فوتبال اهل بریتانیا بود.
از باشگاه‌هایی که در آن بازی کرده‌است می‌توان به باشگاه فوتبال اکستر سیتی، باشگاه فوتبال نیوکاسل یونایتد، باشگاه فوتبال نورث‌همپتون تاون، و باشگاه فوتبال ردینگ اشاره کرد.